# 華人廟宇委員會

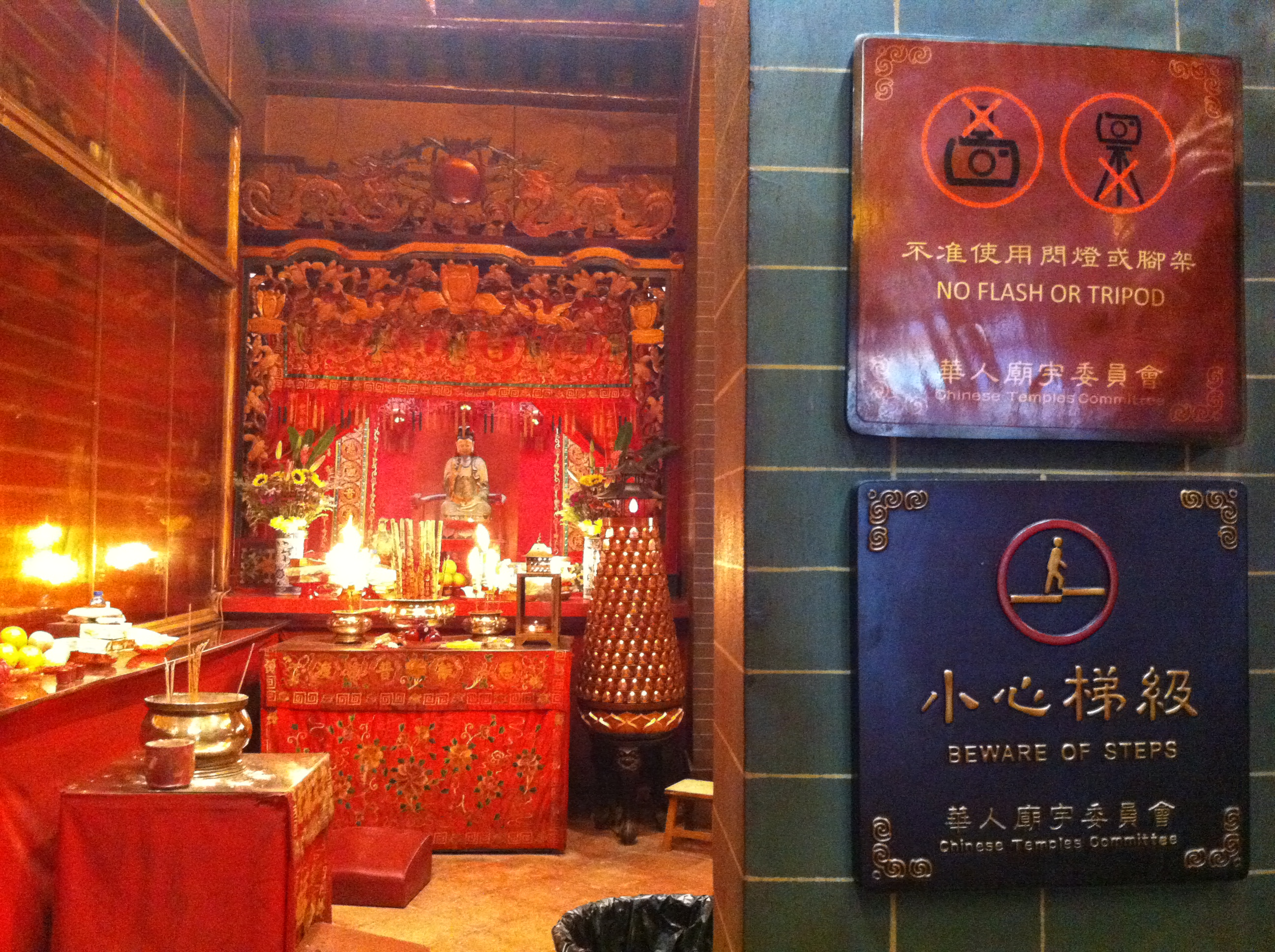
位於深水埗海壇街的深水埗武帝廟，可見華人廟宇委員會名牌。

華人廟宇委員會（英語：Chinese Temples Committee），簡稱華廟會或廟委會，是香港政府民政及青年事務局轄下的諮詢及法定組織，按照《香港法例》第153章《華人廟宇條例》第7條成立的非牟利組織，目標是改善香港的華人廟宇的經營管理情況，以現代化公司的方式管理。華人廟宇委員會的會址香港島灣仔皇后大道東213號胡忠大廈34樓。
華人廟宇委員會旗下設立華人廟宇基金，收入來源自香港24間廟宇的司祝費、解籤費、眾善信的香油錢奉獻等。華人廟宇委員會會視乎情況，從基金撥款予合適的香港華人慈善機構。

## 委員會成員
華人廟宇委員會成員包括：
主席
- 民政及青年事務局局長

委員
- 東華三院輪任主席
- 陳郁傑博士
- 鄧立光博士
- 盧維璋醫生
- 湯偉奇先生
- 葉順興女士
- 馬清煜先生
- 王晉光教授

華人廟宇委員會的執行秘書為黃衞民先生。

## 管理的24間廟宇
- 筲箕灣譚公廟
  - 地址：筲箕灣譚公廟道
  - 主奉神靈：譚公
- 筲箕灣天后廟
  - 地址：筲箕灣東大街53號
  - 主奉神靈：天后
- 亞公岩玉皇宮殿
  - 地址：筲箕灣亞公岩村26A
  - 主奉神靈：玉皇大帝
- 筲箕灣城隍廟
  - 地址：筲箕灣金華街
  - 主奉神靈：城隍土地神及五通神
- 黃泥涌譚公天后廟
  - 地址：黃泥涌藍塘道9號
  - 主奉神靈：譚公及天后
- 大坑蓮花宮
  - 地址：大坑蓮花宮西街
  - 主奉神靈：觀音菩薩
- 香港仔天后廟
  - 地址：香港仔大道182號
  - 主奉神靈：天后
- 鴨脷洲洪聖廟
  - 地址：鴨脷洲洪聖街9號
  - 主奉神靈：洪聖
- 鴨脷洲水月宮（觀音廟）
  - 地址：鴨脷洲大街181號
  - 主奉神靈：觀音
- 灣仔北帝廟
  - 地址：灣仔隆安街2號
  - 主奉神靈：北帝
- 茶果嶺天后廟
  - 地址：茶果嶺道
  - 主奉神靈：天后
- 九龍城侯王古廟
  - 地址：九龍城聯合道
  - 主奉神靈：侯王
- 深水埗三太子及北帝廟
  - 地址：深水埗汝洲街196-198號
  - 主奉神靈：三太子及北帝
- 深水埗天后廟
  - 地址：深水埗醫局街180-184號
  - 主奉神靈：天后
- 深水埗武帝廟
  - 地址：深水埗海壇街158號
  - 主奉神靈：關帝
- 土瓜灣天后廟
  - 地址：土瓜灣下鄉道49號
  - 主奉神靈：天后
- 紅磡觀音廟
  - 地址：紅磡差館里
  - 主奉神靈：觀音
- 鶴園角北帝古廟
  - 地址：馬頭圍道146號
  - 主奉神靈：北帝
- 坪洲天后廟
  - 地址：坪洲永安街69號B
  - 主奉神靈：天后
- 大澳楊侯古廟
  - 地址：大澳寶珠潭
  - 主奉神靈：侯王
- 長洲玉虛宮（北帝廟） 
  - 地址：長洲北社街
  - 主奉神靈：北帝
- 長洲洪聖古廟
  - 地址：長洲中興街1號A
  - 主奉神靈：洪聖
- 佛堂門天后古廟
  - 地址：西貢清水灣鄉村俱樂部側
  - 主奉神靈：天后
- 沙田車公廟
  - 地址：沙田大圍車公廟路
  - 主奉神靈：車公

## 委託管理的20間廟宇
- 灣仔洪聖廟
  - 地址：灣仔皇后大道東
  - 委託機構：東華三院
- 太平山街廣福祠
  - 地址：中環太平山街40號地下
  - 委託機構：東華三院
- 赤柱天后廟
  - 地址：赤柱大街尾1133號地段
  - 委託機構：赤柱區街坊福利會
- 赤柱北帝廟
  - 地址：赤柱西約2號地段
  - 委託機構：赤柱區街坊福利會
- 赤柱大王廟
  - 地址：赤柱大街
  - 委託機構：赤柱區街坊福利會
- 赤柱土地廟
  - 地址：赤柱大街
  - 委託機構：赤柱區街坊福利會
- 赤柱水僊廟
  - 地址：赤柱大街
  - 委託機構：赤柱區街坊福利會
- 道慈佛社
  - 地址：堅尼地城域多利道8444號地段
  - 委託機構：道慈佛社有限公司
- 石澳天后廟
  - 地址：石澳94號地段
  - 委託機構：石澳居民會有限公司
- 油麻地天后廟
  - 地址：九龍油麻地廟街
  - 委託機構：東華三院
- 油麻地社壇
  - 地址：九龍油麻地廟街
  - 委託機構：東華三院
- 油麻地福德祠
  - 地址：九龍油麻地廟街
  - 委託機構：東華三院
- 油麻地城隍廟
  - 地址：九龍油麻地廟街
  - 委託機構：東華三院
- 油麻地書院
  - 地址：九龍油麻地廟街
  - 委託機構：東華三院
- 山東街水月宮
  - 地址：九龍旺角山東街
  - 委託機構：東華三院
- 福全街洪聖廟
  - 地址：九龍大角咀福全街
  - 委託機構：東華三院
- 慈雲山觀音廟
  - 地址：九龍慈雲山2約1970號地段
  - 委託機構：東華三院
- 黃大仙 — 嗇色園
  - 地址：九龍黃大仙5282號地段
  - 委託機構：東華三院/黃大仙嗇色園
- 東涌黃龍坑天后廟
  - 地址：大嶼山東涌黃龍坑赤躹角新村5約370號地段
  - 委託機構：赤躹角天后宮管理協會
- 東涌沙咀頭侯王廟
  - 地址：大嶼山東涌沙咀頭1約125號地段
  - 委託機構：東涌鄉事委員會

## 外部連結
- 華人廟宇委員會 （页面存档备份，存于）